# Albert Dossenbach
Albert Dossenbach (St. Blasien, 5 giugno 1891 – Frezenberg, 3 luglio 1917) è stato un militare e aviatore tedesco, asso dell'aviazione durante la prima guerra mondiale accreditato di 15 vittorie aeree.

## Biografia
Albert Dossenbach è nato il 5 giugno 1891 a Saint Blasien nel Granducato di Baden. Al momento dello scoppio della prima guerra mondiale, Dossenbach era uno studente di medicina impiegato come stagista. Si è unito da subito all'esercito imperiale tedesco e quasi subito è stato nominato caporale. Nel suo primo mese di servizio ha compiuti un'impresa che gli varrà la Croce di Ferro di seconda classe: ha portato via dal campo di battaglia il suo comandante ferito sotto il fuoco nemico. Il suo alto valore gli porterà l'assegnazione della Croce di Ferro di prima classe, la Croce all'Ordine al Merito Militare di Prussia, fino a raggiungere il grado di sergente. È stato poi nominato tenente nel gennaio 1915.

### Il servizio in aviazione
Nei primi mesi del 1916 è stato trasferito alla Luftstreitkräfte. Sottoposto ad una formazione aeronautica presso Poznań e Colonia, ha ottenenuto il brevetto da pilota. Nel mese di giugno è stato assegnato alla Feldflieger Abteilung 22, un'unità da ricognizione operante sul fronte occidentale. Insieme al tenente Hans Schilling che volava insieme a lui come osservatore-mitragliere del biposto Albatros C.III, ha iniziato ad accumulare vittorie aeree portandosi ad 8 abbattimenti al 27 settembre 1916. Tuttavia durante lo scontro che portò loro l'ottava vittoria vennero abbattuti e Dossenbach riportò molte ustioni che lo portarono lontano dalle operazioni militari. Il valore di Dossenbach dimostrato sul campo ha portato successivamente ad ulteriori e importanti riconoscimenti; il 20 ottobre 1916 è stato insignito con la Croce di Cavaliere dell'Ordine Reale di Hohenzollern e l'11 novembre ha ricevuto la più prestigiosa onorificenza dell'Impero tedesco, il Pour le Mérite, la prima assegnata ad un pilota di aerei biposto. Il 9 dicembre dello stesso anno Dossenbach ha ricevuto inoltre l'onorificenza del Granducato di Baden: la croce dell'Ordine militare di Carlo Federico.
Dossenbach ha abbattuto un ulteriore aereo nemico con la Feldflieger Abteilung 22 prima di essere trasferito, il 9 febbraio 1917, alla famosa Jagdstaffel 2 per la formazione come pilota da caccia. Dopo aver conseguito il brevetto, il 22 febbraio 1917 è stato nominato comandante della Jagdstaffel 36 guadagnandosi altre 5 vittorie aeree, tutte ottenute nell'aprile del 1917, ricordato come Bloody April (aprile di sangue). Il 2 maggio 1917, Dossenbach è stato ferito durante un bombardamento e questo portò alla rimozione dal comando della Jagdstaffel 36. Dopo aver recuperato chiese subito il ritorno al servizio attivo, prendendo il comando della Jagdstaffel 10 il 21 giugno 1917. La sua 15ª e ultima vittoria fu l'abbattimento di un pallone da osservazione il 27 giugno 1917.

### La morte
Il 3 luglio 1917 l'aereo di Dossenbach è stato incendiato per mano del capitano Laurence Minot a bordo di un DH.4 durante un combattimento con quattro aeroplani britannici appartenenti al No. 57 Squadron dei Royal Flying Corps. Il leutnant Albert Dossenbach fu sepolto a Freiberg.